# Eva Olsson (skidlöpare)
Eva Birgitta Olsson, född 2 september 1951 i Stockholm, är en svensk tidigare längdskidåkare. Hon var den bästa svenska längdåkaren under 1970-talet och erövrade sex tio-bästa-placeringar (som bäst fyra) vid tre olympiska spel. Som tävlande för Delsbo IF vann hon 12 individuella och 19 lag-SM-guld.

## Karriär

### SM-insatser
Olsson tävlade för Delsbo IF, Hälsingland, och tog med sin klubb en mängd SM-guld under 1970-talet – bland annat sex raka stafettguld. Hon vann åren 1972–1980 fyra SM-guld på 5 km, fyra SM-guld på 10 km och likaså fyra SM-guld på 20 km. Den sistnämnda sträckan kördes för första gången i SM 1976, och Olsson vann fyra av de fem första upplagorna. Med sina 12 individuella SM-guld är hon delad fyra på statistiken över svenska kvinnliga skidlöpare genom tiderna.
I slutet av 1970-talet var Eva Olsson den resultatmässigt starkaste svenskan på bland annat 10 km-distansen. I SM-sammanhang hade hon ofta "eviga tvåan" Lena Carlzon direkt bakom sig på de olika distanserna.
Under dessa år vann Delsbo IF:s damlag vid 13 olika tillfällen lag-SM på de tre distanserna 5, 10 och 20 km. Efter lagsegern för 1976 års Delsbo-lag – bestående av Olsson, Gudrun Fröjdh och Margareta Hermansson – tyckte Eva Olsson att det var "för stor marginal" till andralaget. Även vid Delsbo-lagets stafettguld året före vann Delsbo med stor marginal över tvåan Lycksele.

### OS-insatser
Olsson tävlade i de olympiska vinterspelen 1972, 1976 och 1980. 1972 kom hon på 15:e plats på 5 km-loppet (bäst av svenskorna), medan hon placerade sig som 23:a på milloppet. Vid samma OS deltog hon i det svenska stafettlag som kom i mål som åtta.
Eva Olsson nådde än bättre resultat vid 1976 års vinter-OS. Hon blev femma på både 5- och 10 km-loppen och deltog i det svenska stafettlag som kom fyra. Vid 5 km-loppet var Olsson 15 sekunder från medaljplats. I stafetten låg slutsträckans svenska Eva Olsson ett tag på tredje plats, men hon passerades strax före målgång av östtyska representanten Schmidt.
Vid 1980 års OS var Eva Olsson svensk fanbärare under invigningen. Hon kom på tolfte plats på 5 km, som tia på 10 km och som sexa med det svenska stafettlaget.

## Övrigt
Eva Olsson är bosatt i Delsbo.

## Meriter

### Svenska mästerskap
Juniorer
- 5 km lag (yngre juniorer) – 1966, 1967[8]
- 5 km lag (äldre juniorer D19-20) – 1968, 1969[8]

Seniorer
- 5 km – 1973, 1975, 1976 och 1977[3] (+ lagguld med Delsbo IF 1973, 1975, 1976, 1977 och 1978)
- 10 km – 1972, 1973, 1976 och 1978[3] (+ lagguld med Delsbo IF 1973, 1975, 1976, 1977 och 1978)
- 20 km – 1976, 1977, 1978 och 1980[3] (+ lagguld med Delsbo IF 1976, 1977 och 1978)
- stafett 3x5 km – 1973, 1974, 1975, 1976, 1977 och 1978[8]
- 20 km lag – 1976, 1977, 1978[8]

### Olympiska spel
OS 1972 i Sapporo
- 5 km, 15:e plats
- 10 km, 23:e plats
- 4x5 km stafett, 8:e plats

OS 1976 i Innsbruck
- 5 km, 5:e plats
- 10 km, 5:e plats
- 4x5 km stafett, 4:e plats

OS 1980 i Lake Placid
- 5 km, 12:e plats
- 10 km, 10:e plats
- 4x5 km stafett, 6:e plats